# Willibrordus van der Weide
Willibrordus Augustinus van der Weide (Bolsward, 1961) is een Nederlandse uitvinder, die werkt aan milieuvriendelijke oplossingen voor het stikstofprobleem in de landbouw. Hij is aanhanger van het creationisme en het platte-aarde-gedachtegoed.

## Levensloop
Van der Weide werd in 1961 geboren in het Friese Bolsward. Hij groeide op in een rooms-katholiek arbeidersgezin. Hij heeft bouwkunde gestudeerd, de scheepvaartschool gedaan en werd afgewezen op de Rietveld Academie.
Op zijn tweeëntwintigste vertrok Van der Weide met een buurtgenoot voor een reis naar het Oostblok, toen nog achter het IJzeren Gordijn. Voor de autoreis door de toenmalige landen Tsjecho-Slowakije en de Sovjet-Unie gebruikten de jongemannen een Talbot Horizon. De reis van drie weken liet een positieve indruk achter bij Van der Weide. In een interview stelde hij dat "de eenvoud van het leven beviel". Hij zou daarna vaker terugkeren in Oost-Europa.
Van der Weide werkte bij PTT Post, toen hij na de val van de Muur weer naar het Oostblok vertrok. Eerst werkte hij in een voormalige wapenfabriek in het westen van Oekraïne, maar in 1995 verhuisde hij net over de grens in het oosten van Slowakije, toen de chaos en corruptie in Oekraïne hem te veel werd. In 1998 begon Van der Weide in Slowakije een kaasfabriek, waar Nederlandse kaas gemaakt werd. Deze werd als Uniekaas door het Amerikaanse Walmart verkocht.
Toen Uniekaas zich uit Slowakije terugtrok en Van der Weide zijn kaasfabriek moest sluiten, begon hij met de ontwikkeling van vervangers van kunstmest. Hij ontwikkelde eerst in Slowakije en later in Georgië organische wei-korrels, die als Condit Fertilizer op de markt gebracht werden. Zijn sterke geloofsopvattingen tegen kunstmest botsten met die van zijn zakelijke partners. Na veel tegenstand en jarenlang procederen keerde hij in 2015 berooid terug naar Nederland. Daar belandde hij aanvankelijk kort in de daklozenopvang te Arnhem.
Via de bijstand kwam hij terecht in een ondernemerstraject en met subsidie van de provincie Gelderland werkt hij sinds 2018 op het industriepark Kleefse Waard aan het beter maken van de volgens hem verziekte landbouwgrond. De Telegraaf beschreef hem als een uit de mest herrezen missionair. Van der Weide leidt daar het bedrijf Yellow Energy/Agro, waar hij werkt aan een oplossing voor de stikstofproblematiek in de landbouw. Dit doet Van der Weide samen met Yuri Rakotsi, een Oekraïense collega-ingenieur die hij in 1992 leerde kennen tijdens zijn verblijf in Oekraïne.

## Levensbeschouwing
Van der Weide is een gelovige en aanhanger van het socinianisme, dat Jezus Christus als de verlosser en mens, niet als God, ziet. Voor Van der Weide is de 'juiste vertaling' van de Bijbel leidend en beschouwt hij alle religies op aarde "als vals, onwaar en man-made". Hij is ervan overtuigd dat hemel en aarde door God geschapen zijn, waarbij de aarde "stationair en waterpas is" en de planeten in het heelal slechts "hemellichamen zijn in het Gewelf". De evolutieleer noemt hij daarbij onmogelijk en daarom "waanzin".

### Platte aarde
Hij is het, Die daar zit boven den kloot der aarde, en derzelver inwoners zijn als sprinkhanen; Hij is het, Die de hemelen uitspant als een dunnen doek, en breidt ze uit als een tent, om te bewonen; ...
Van der Weide is een aanhanger van de platte aarde-argumentatie van Klaas Dijkstra. Medio 2018 propageerde Van der Weide met een kompaan dit gedachtegoed onder de noemer Het pure evangelie op de platte aarde. Dit deden zij aan de hand van de bijbeltekst Jesaja 40:22, die als bewijs voor de platte aarde werd gebruikt. Critici stelden dat de twee geen theologen zijn, maar religieuze activisten die het zaaien van verwarring als stijlmiddel hanteerden. Als gelovige meent Van der Weide dat de mens zuinig moet zijn met Gods Schepping.

### Wetenschap en fictie
Volgens van der Weide worden maanlandingen, ruimtevaart, atoombommen en evolutie verkocht als wetenschappelijk feit, maar zijn deze zaken fictie en hebben nooit plaatsgevonden, omdat ze volgens hem onmogelijk zijn. Volgens hem bestaat kernenergie als schone energiebron op basis van een ongevaarlijke splijting van elementen, wat zou bewijzen dat de verhalen over gevaarlijke en destructieve kernwapens onzin zijn.
Hij baseert zijn opvattingen over niet bestaande kernwapens onder andere op zijn reizen in de jaren tachtig naar Tsjecho-Slowakije, waar hij explosievenfabrieken in Pardubice en Strážske bezocht zou hebben. De overdracht van kernkoppen van Oekraïne naar Rusland in de jaren negentig van de twintigste eeuw omschreef hij als "lariekoek", omdat beide landen geen kernwapens gehad zouden hebben, evenals alle andere landen.
Volgens van der Weide is ruimtevaart een "leugen", omdat het technisch niet uitvoerbaar zou zijn. Daarbij is hij aanhanger van complottheorieën rond de Apollo-maanlanding van 1969. Hij stelt dat deze maanlanding geheel in scene is gezet op aarde. De Nederlandse astronaut André Kuipers zou in zijn ogen een acteur zijn, die helemaal niet in de ruimte is geweest en het "bedrog" van de NASA en ESA bedient.

### Politieke overtuigingen
Maatschappelijk komt Van der Weide ook nadrukkelijk uit voor zijn overtuigingen. Hij is een zelfverklaard pacifist. Daarnaast is hij kringleider van de Nederlandse Volks-Unie, een extreemrechtse partij met volksnationalistische signatuur. In 2024 werd hij in de partij uitgeroepen tot de 'politiek activist van het jaar'. Bij demonstraties van de partij ageerde Van der Weide tegen de komst van asielzoekers, tegen de vermeende omvolking van Nederland "door geïmporteerde gelukzoekers". Hij noemde de lgbt-inclusiviteit een "pandemie", een "walgelijke misleiding" en het "omverschoppen van onze Germaanse Christelijke kernwaarden", wat "nóg meer leugens en bedrog van inkomende gelukzoekers" zou stimuleren.
Ten aanzien van de Russische invasie van Oekraïne hanteert Van der Weide het standpunt dat 95% van de "zogenaamde Oekraïense vluchtelingen" niets te zoeken heeft in Nederland, omdat ze uit het westen van Oekraïne zouden komen, dat volgens hem niets te maken heeft met het militaire conflict. In 2022 gaf hij zijn Oekraïense zakenpartner thuis onderdak. Kort na het begin van de oorlog stelde hij neutraal in het conflict te staan en veroordeelde hij militaire steun van Rusland en de NAVO-landen aan "militante radicalen" in Oekraïne, want die steun veroorzaakt volgens hem verdere escalatie van het militair conflict. Daarbij verwees hij naar de joodse achtergrond van zowel Zelensky als Antony Blinken.
In de zomer van 2023 demonstreerde Van der Weide tijdens de Pride in Kollum tegen homoseksualiteit, wat hij een goddeloze levensstijl vindt. In juni 2024 protesteerde hij bij de KNVB tegen de OneLove-aanvoerdersband, omdat dit niet inclusief naar gelovigen zou zijn.

## Uitvindingen

### Condit Fertilizer
Condit Fertilizer is een product dat bestaat uit organische korrels gemaakt van de wei dat als reststof achterblijft bij de productie van kaas. Het zou voedzaam zijn voor de bodem en wordt daarom op de markt gebracht als alternatief voor kunstmest.

### Elektro Udar

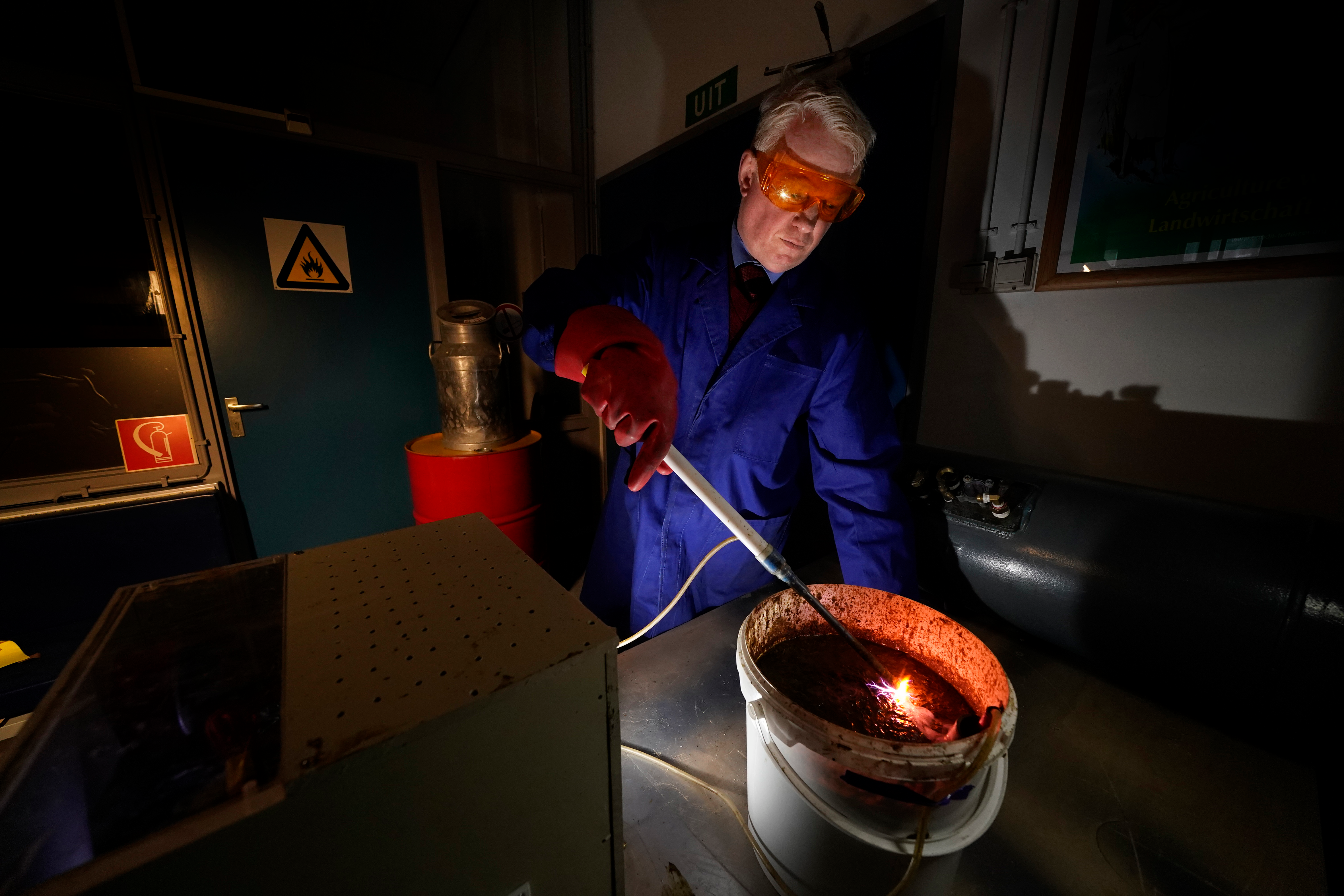
Van der Weide tijdens het Udariseren te Arnhem, 2020.

Elektro Udar is een omzetting met hoge voltage om koeiendrijfmest met nagebootste blikseminslag moleculair te ontleden zodat die vrijgemaakt zou worden van ziekteverwekkende bacteriën. Bij het ontstaan van plasma vanuit elektroden wordt de stikstof 'verhoogd'. Het resultaat kan eventueel worden vermengd met wei, houtzaagsel, bierbostel en tarweschroot tot een milieuvriendelijke Condit meststof.

### Verbeterde motor van Wardenier
Geïnspireerd door het levensverhaal van Johannes Wardenier en naar eigen zeggen gebruikmakend van de principes toegepast in Wardeniers toenmalige brandstofloze motor uit 1934, beweert Van der Weide in Oekraïne een prototype van een aangepaste motor ontwikkeld te hebben die werkt met drijfmest als brandstof. Deze zou goedkoper in onderhoud en beter voor het milieu zijn dan de reguliere motor.

### Yellow Miracle Oil
Yellow Miracle Oil is motorolie is ontwikkeld op basis van tribologie, voor het aanvullen van de reguliere motorolie. Volgens Van der Weide hoeft motorolie hierdoor nimmer vervangen te worden. De website Auto Motor Klassiek beaamt het nut van Yellow Miracle Oil als periodieke aanvulling van de motorolie, waardoor verversen van motorolie minder vaak hoeft te gebeuren dan de garage of autofabrikant de consument zou willen doen geloven, maar verversing op een gegeven moment blijft volgens de website wel degelijk nodig.